# جرمندرة

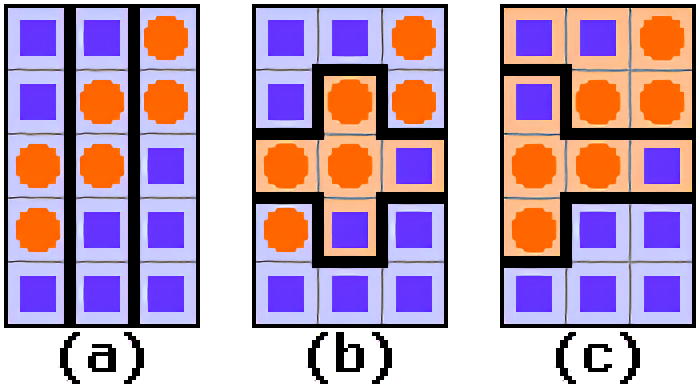
كيف يمكن أن يؤثر التلاعب (الجرمندرة) في الدوائر الانتخابية على نتائج الانتخابات على كما هو موضح في الولاية التي فيها 3 مقاطعات مساوية بحيث يوجد 15 ناخباً وحزبين: الأرجواني يوضح حزب المربع والبرتقال بالدوائر.

الجَرمندرة أو الجريماندر (بالإنجليزية: Gerrymandering)‏ تعبير مطروق بكثرة في السياسة الديمقراطية الغربية يشير إلى التلاعب بالحدود الانتخابية بتقسيم مدينة أو ولاية أو قطر إلى مناطق أو دوائر انتخابية مصطنعة لمصلحة الحزب الحاكم أو المهيمن من أجل تأمين فوز الحزب الحاكم في الانتخابات. إذ قبل الانتخابات تقوم السلطة الحاكمة لكي تضمن النجاح لبعض المرشحين الموالين لها بإعادة رسم الدوائر الانتخابية بطريقة غير متساوية بتصغير دوائر الموالين لها وتكبير دوائر المعارضة حتى تشتت أنصار الحزب أو الأحزاب المنافسة وتضمن لها تحقيق أغلبية بين الناخبين في هذه الدوائر.
تعتبر هذه مناورات انتخابية غير نزيهة في تقسيم الدوائر الانتخابية ولذلك لكي توصف العملية الانتخابية بالنزاهة يجب تقسيم الدوائر الانتخابية تقسيمًا عادلاً لا يخضع إلى مثل هذه الحيل.
أصل الكلمة جرمندرة من الإنلكليزية Gerrymandering نسبة إلى إلبردج جيري حاكم ماساشوسيتس بالولايات المتحدة الأمريكية الذي اشتهر في القرن التاسع عشر بالقيام بحيل التلاعب بحدود الدوائر الانتخابية بهدف مساعدة فريقه للوصول إلى السلطة، ونتيجة للتقسيم، بدى شكل الإقليم يشبه شكل حيوان السلمندر أو السمندل فأطلق عليه «جرمندرة» تهكماً.
تؤدي هذه الطريقة إلى إنشاء دوائر مصطنعة، غالباً ما تكون لها أشكال غريبة، مما يثير المشاكل بين الأحزاب السياسية التي تحاول توظيف عملية التقسيم لصالحها، خاصة في ظل عدم وجود اتفاق على المسائل الجوهرية المتعلقة بمعايير التقسيم وأهدافه.